# App Inventor
Google App Inventor és un entorn integrat de desenvolupament que permet crear aplicacions mòbils per al sistema operatiu Android. De forma visual i a partir d'un conjunt d'eines bàsiques, l'usuari va enllaçant un conjunt de blocs per crear l'aplicació. El sistema és gratuït i es pot descarregar fàcilment de la web. Les aplicacions fruit d'App Inventor estan limitades per la seva simplicitat, tot i que permeten cobrir un gran nombre de necessitats bàsiques en un dispositiu mòbil.

## Història
L'aplicació es va posar a disposició el 12 de juliol de 2010 i està dirigida a persones que no estan familiaritzades amb la programació amb ordinadors. En la creació d'App Inventor, Google es va basar en investigacions prèvies significatives en informàtica educativa. Va ser creada a mitjans del 2009 el professor Harold Abelson del MIT. Abans de sortir al mercat s'ha provat en diferents centres educatius i l'han utilitzat des de nens de 12 anys fins a llicenciats universitaris sense nocions de programació. L'agost de 2011 Google va anunciar que deixava de desenvolupar l'App Inventor i que deixaria de ser un producte de l'empresa per esdevenir un projecte de codi lliure. El projecte és allotjat i desenvolupat actualment al Center for Mobile Learning del MIT, sota la direcció del seu inventor Hal Abelson conjuntament amb els professors Eric Klopfer i Mitchel Resnick.

## Característiques

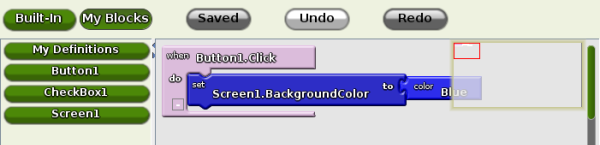
Editor de blocs

L'editor de blocs de l'aplicació utilitza la llibreria Open Blocks de Java per crear un llenguatge visual a partir de blocs. Aquestes llibreries estan distribuïdes pel Massachusetts Institute of Technology (MIT) sota la seva llicència lliure (MIT License). El compilador que tradueix el llenguatge visual dels blocs per a l'aplicació en Android utilitza Kawa com a llenguatge de programació, distribuït com a part del sistema operatiu GNU de la Free Software Foundation.